# محمد الأحمد الجابر الصباح
الشيخ محمد الأحمد الجابر المبارك الصباح (1909 - 1975)؛ ثاني أبناء أمير الكويت العاشر الشيخ أحمد الجابر الصباح من زوجته حصة إبراهيم الغانم. ولد في الكويت، وكان أول وزير للدفاع في الكويت في أول مجلس للوزراء بتاريخ الكويت، وأعيد تعيينه بنفس المنصب بعد إجراء أول انتخابات لمجلس الأمة، واستمر بتولي منصبه إلى 30 نوفمبر 1964 حيث قدم استقالته. توفي في لندن سنة 1975.

## حياته العائلية
تزوج في 10 أغسطس 1933 من نسيمة كريمة طالب النقيب، وأنجبا:
- الشيخ بدر
- الشيخ ناصر (رئيس الوزراء السابق)